# Куянково (Параньгинський район)
Куя́нково (рос. Куянково, марій. Мераҥсола) — присілок у складі Параньгинського району Марій Ел, Росія. Входить до складу Алашайського сільського поселення.

## Населення
Населення — 509 осіб (2010; 556 у 2002).
Національний склад (станом на 2002 рік):
- татари — 99 %